# Amtsgericht Höchstädt an der Donau
Das Amtsgericht Höchstädt an der Donau war ein von 1879 bis 1943 existierendes bayerisches Gericht der ordentlichen Gerichtsbarkeit mit Sitz in der schwäbischen Stadt Höchstädt an der Donau.
Anlässlich der Einführung des Gerichtsverfassungsgesetzes am 1. Oktober 1879 kam es zur Errichtung eines Amtsgerichts in Höchstädt an der Donau, dessen Sprengel aus den Orten Bissingen, Blindheim, Buggenhofen, Burgmagerbein, Deisenhofen, Diemantstein, Fronhofen, Gaishardt, Göllingen, Gremheim, Hochstein, Höchstädt, Kesselostheim, Kicklingen, Leiheim, Lutzingen, Mörslingen, Oberfinningen, Oberglauheim, Oberliezheim, Oberringingen, Schwennenbach, Schwenningen, Sonderheim, Steinheim an der Donau, Stillnau, Tapfheim, Thalheim, Unterbissingen, Unterfinningen, Unterglauheim, Unterliezheim, Unterringingen, Warnhofen, Wolpertstetten und Zoltingen des vorhergehenden Landgerichtsbezirks Höchstädt gebildet wurde.
Nächsthöhere Instanz war bis zum 1. April 1932 das Landgericht Neuburg an der Donau im Oberlandesgerichtsbezirk Augsburg, danach das Landgericht Augsburg im Oberlandesgerichtsbezirk München.
Im Jahre 1943 wurde das Amtsgericht Höchstädt an der Donau stillgelegt und sein Bezirk dem Amtsgericht Dillingen an der Donau zugeschlagen.
Untergebracht war das Gericht in den Räumen des Höchstädter Schlosses.